# دائرة شلال
دائرة الشلال هي إحدى دوائر ولاية المسيلة الجزائرية.

## الشخصيات
ينسب إلى المنطقة كل من:
- محمد بوضياف - رئيس دولة سابق
- عبد المجيد اعلاهم - مدير التشريفات في عهد الرئيس هواري بومدين
- إسماعيل ميمون - وزير السياحة سابقا

## البلديات
أولاد ماضي، خطوطي سد الجير والمعاريف

## الفلاحة
تعتبر بلدية المعاريف 45 كلم عن مقر الولاية من أكبر المناطق الفلاحية بولاية المسيلة والقطر الجزائري ككل حيث انه شهد دعما كبيرا أيام الثورة الزراعية وتحت رعاية سامية من الرئيس الراحل بومدين ومن أهم محاصيل هدا الإقليم الجزر واللفت والبطاطا والخس والقرنبيط ومن الفواكه المشمش والرمان والعنب والخوخ والتفاح كتجربة جديدة بالإضافة إلى أنواع أخرى.